# Kléberson Davide
Kléberson Davide (Conchal, 20 juli 1985) is een Braziliaans middellangeafstandsloper, die is gespecialiseerd in de 800 m. Hij nam tweemaal deel aan de Olympische Spelen en won hierbij geen medailles.

## Loopbaan
In 2007 was Davide de beste op de 800 meter tijdens de Zuid-Amerikaanse kampioenschappen. Tijdens zijn Olympisch debuut in 2008 sneuvelde Davide in de reeksen van de 800 meter. 
In 2016 nam Davide opnieuw deel aan de Olympische Spelen van Rio de Janeiro. Op de 800 m sneuvelde hij in de halve finale.

## Persoonlijke records
Outdoor
| Onderdeel | Prestatie | Datum             | Plaats    |
| --------- | --------- | ----------------- | --------- |
| 400 m     | 46,16     | 17 september 2010 | São Paulo |
| 800 m     | 1.44,21   | 7 augustus 2011   | São Paulo |
| 1000 m    | 2.20,75   | 21 mei 2006       | Belém     |
| 1500 m    | 3.46,38   | 23 februari 2013  | São Paulo |

Indoor
| Onderdeel | Prestatie | Datum         | Plaats |
| --------- | --------- | ------------- | ------ |
| 800 m     | 1.49,69   | 12 maart 2010 | Doha   |

## Prestaties

### 400 m
Kampioenschappen
- 2011:  Zuid-Amerikaanse kamp. atletiek - 46,74

### 800 m
Kampioenschappen
- 2007: halve finale WK - 1.46,45
- 2007:  Pan-Amerikaanse Spelen - 1.45,47
- 2007:  Zuid-Amerikaanse kamp. atletiek - 1.49,61
- 2009:  Zuid-Amerikaanse kampioenschappen atletiek - 1.48,53
- 2008: reeksen OS
- 2009:  Zuid-Amerikaanse kampioenschappen atletiek - 1.47,51
- 2009: reeksen WK - 1.45,06
- 2010:  Ibero-Amerikaanse kamp.  - 1.45,82
- 2010: reeksen WK indoor - 1.49,69
- 2011:  Zuid-Amerikaanse kampioenschappen atletiek - 1.52,42
- 2011:  Pan-Amerikaanse Spelen - 1.45,75
- 2011: halve finale WK - 1.45,06
- 2012: DNS OS
- 2013: 35e in de reeksen WK - 1.48,28
- 2014:  Zuid-Amerikaanse Spelen - 1.45,30
- 2016:  Ibero-Amerikaanse kamp. - 1.45,79
- 2016: halve finale OS - 1.46,19

### 4x400 m
Kampioenschappen
- 2010:  Ibero-Amerikaanse kamp.  - 3.05,43
- 2011:  Zuid-Amerikaanse kamp. atletiek - 3.08,95
- 2014:  Zuid-Amerikaanse Spelen - 3.03,94